# Soposzyn
Soposzyn (ukr. Сопошин) – wieś na Ukrainie, w rejonie lwowskim (wcześniej w rejonie żółkiewskim) obwodu lwowskiego. Wieś liczy około 1500 mieszkańców.

## Historia
W II Rzeczypospolitej do 1934 samodzielna gmina jednostkowa. Następnie należała do zbiorowej wiejskiej gminy Mokrotyn w powiecie żółkiewski w woj. lwowskim. Po wojnie wieś weszła w struktury administracyjne Związku Radzieckiego.
W kwietniu 1944 roku UPA wezwała Polaków mieszkających w Soposzynie do wyprowadzenia się za San w ciągu 2 dni.

## Ludzie urodzeni we wsi
- Stanisław Niewiadomski – polski kompozytor, dyrygent i krytyk muzyczny.
- Emeryk Turczyński – profesor c.k. Gimnazjum w Kołomyi[3]